# Куруц Федір Михайлович
Федір Михайлович Куруц (угор. Kuruc Ferenc, нар. 18 липня 1910, Ужгород (Унгвар), Закарпаття, Австро-Угорщина — пом. 7 грудня 1992, Ужгород, Україна) — колишній чехословацький і угорський футболіст, згодом — радянський футбольний тренер, суддя та спортивний діяч. Грав на позиціях захисника та півзахисника. Перший спортсмен Закарпаття, якого удостоїли почесним званням судді республіканської (1953), а згодом і всесоюзної категорії (1956). Чимало ігор провів у вищій лізі чемпіонату СРСР з футболу та на міжнародному рівні. 

## Клубна кар'єра
Свою ігрову кар'єру розпочав у словацькій групі Чемпіонату Чехословаччини з футболу (1926) в юнацькій команді «Ужгородське робітниче спортивне товариство» (УМТЕ), а у 1927 році вже грав у команді своєї мрії — «Русі» (Ужгород). В 1936 році "Русь" стала чемпіоном тодішньої Словаччини і Підкарпатської Русі, виграла стикові ігри і завоювала право участі у вищій лізі чехословацького футболу. Згодом він був організатором спортивного клубу «Русь» (Хуст), команда якого вже брала участь у північній групі Чемпіонату Угорщини з футболу (1939-1944).

## Кар'єра тренера та судді
Протягом 1939-1944 років працював граючим тренером команди «Русь» (Хуст), де завершив свою ігрову кар'єру. Але його організаторські здібності як керівника розкрилися тільки в повоєнні роки. У 1947 році він був обраний головою обласної ради ДСТ «Спартак», а з 1948 по 1955 рік декілька разів виконував обов'язки начальника чи головного тренера ужгородської футбольної команди товариства. Потім тривалий час працював заступником голови облспорткомітету та обласної ради ДСТ «Колос», був одним з організаторів та керівників обласної федерації футболу та обласної колегії футбольних суддів. Разом з тим до того часу він зажив великого авторитету на всесоюзній арені як відмінний футбольний арбітр. З початку 70-х до 1988 року він був головою Ужгородської міської федерації футболу. За плідну діяльність був нагороджений почесним знаком «Відмінник фізичної культури та спорту СРСР»..

## Досягнення

### Командні трофеї
- Чемпіон Словаччини (1): 1936

### Почесні звання
- Суддя республіканської категорії (1953)
- Суддя всесоюзної категорії (1956)
- Відмінник фізичної культури та спорту (1970)